# Benedict Dabija
Benedict Dabija (n. 1926 – d. 1962) a fost un actor român de teatru și film.

## Biografie
S-a născut pe 22 septembrie 1926, în Piatra Neamț. 
A fost absolvent al Institutului de Artă Teatrală (promoția 1952).
A murit pe 29 mai 1962 după o luptă grea cu cancerul.

## Filmografie
- La „Moara cu noroc” (1957) – Buză Ruptă, un ajutor al lui Lică, tâlhar la drumul mare
- Erupția (1957)
- Ciulinii Bărăganului (1958) – slujitor al boierului
- Secretul cifrului (1960)
- Băieții noștri (1960) – Mircea Popa, rivalul la fotbal al lui Almăjanu
- Valurile Dunării (1960) – timonierul șlepului STAD 911
- Furtuna (1960)
- Setea (1961) – David, fiul țăranului chiabur Gavrilă Ursu
- Aproape de soare (1961)
- Porto-Franco (1961) – Lae
- Post restant (1962) – Busuioc, muncitorul constructor care lucrează cu Crintea
- Tudor (1963) – țăran revoluționar cu mustață

## Distincții
- Medalia Muncii (25 decembrie 1957) „cu prilejul împlinirii a zece ani de activitate a Teatrului Municipal din București, pentru merite deosebite în activitatea artistică”[1]